# Corydon (Indiana)
Corydon é uma cidade localizada no Condado de Harrison, no estado americano de Indiana. Situada a norte do Rio Ohio, é a sede do governo de seu condado. Corydon foi fundada em 1808 e entre 1813 e 1816 serviu como capital do Território de Indiana. Foi o local da primeira convenção constitucional na região, realizada de 10 a 29 de Junho de 1816, dando origem ao estado de Indiana. Nos termos do Artigo XI, Seção 11, da Constituição de Indiana de 1816, Corydon seria a capital do estado até 1825, ano em que a sede do governo foi transferida para Indianápolis. Durante a Guerra Civil Americana, a cidade foi o palco da Batalha de Corydon, a única batalha oficial travada no estado durante o conflito. Mais recentemente, os vários locais históricos da cidade contribuíram para que ela se tornasse um destino turístico. Uma parte da sua área central está listada no Registro Nacional de Lugares Históricos dos Estados Unidos (NRHP). No censo de 2010, Corydon possuía uma população de 3.122 habitantes.

## História

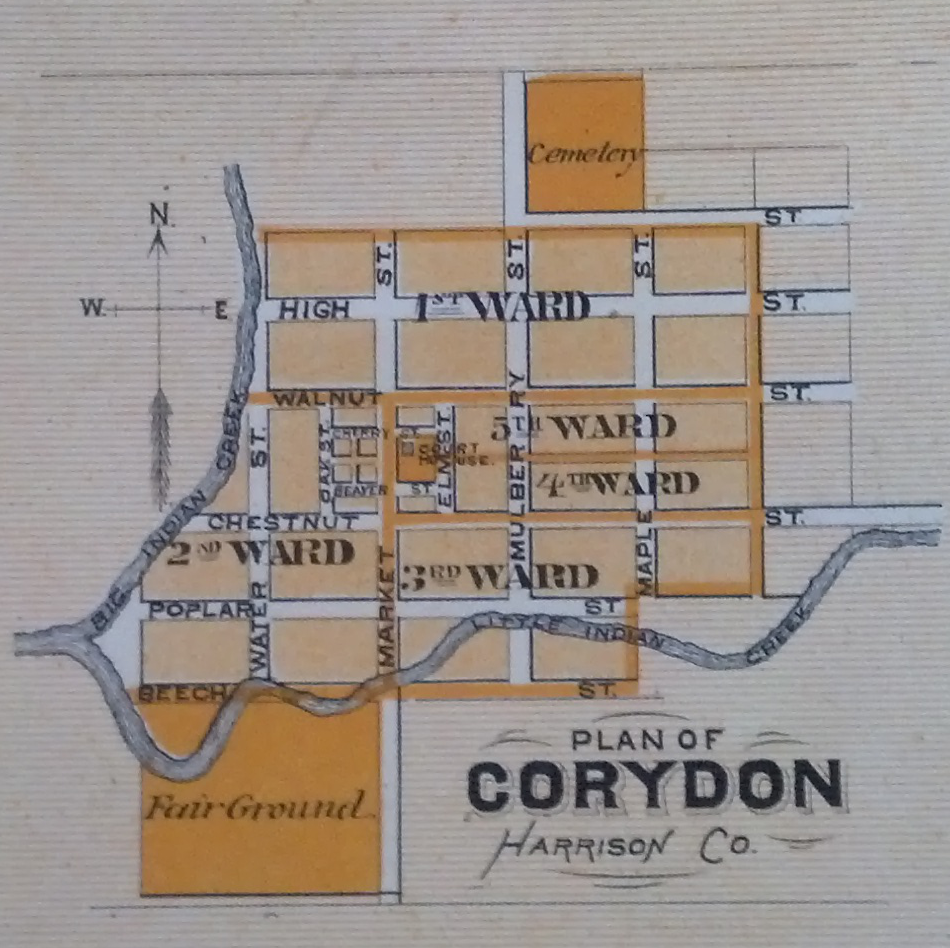
Mapa da cidade de Corydon conforme o Atlas do Estado de Indiana de 1876.

Durante a Revolução Americana, o general George Rogers Clark tomou dos britânicos os arredores do que viria a ser a cidade de Corydon, colocando-a sob o controle do emergente governo dos Estados Unidos. Os primeiros colonos americanos chegaram ao Condado de Harrison em 1792, incluindo a família do soldado Squire Boone, que se estabeleceu no sul de Corydon.
Durante esse período, a região estava envolvida na Guerra Índigena do Noroeste, obrigando as famílias dos nativos americanos a partirem rumo ao estado do Kentucky, retornando apenas em 1800, após a criação do território de Indiana.
O governo local completou o mapeamento dos terrenos que viriam a constituir Corydon em 1807, e as primeiras compras oficiais de terras ocorreram em abril daquele ano. Em 1803, Edward Smith e a sua família tornaram-se os primeiros americanos a estabelecerem-se na cidade. 

## Demografia
Segundo o censo americano de 2000, a sua população era de 2715 habitantes.
Em 2006, foi estimada uma população de 2784, um aumento de 69 (2.5%).

## Geografia
De acordo com o United States Census Bureau tem uma área de
4,1 km², dos quais 4,1 km² cobertos por terra e 0,0 km² cobertos por água.

## Localidades na vizinhança
O diagrama seguinte representa as localidades num raio de 20 km ao redor de Corydon.